# Bolesław Ginter
Bolesław Ginter (ur. 14 marca 1938 we Lwowie) – polski archeolog.

## Życiorys
W 1961 r. ukończył studia archeologiczne na Uniwersytecie Jagiellońskim. W 1966 roku został doktorem, zaś w 1973 doktorem habilitowanym. W latach 1984-87 prodziekan Wydziału Filozoficzno-Historycznego UJ, w latach 1990-93 prorektor UJ. Od 1994 profesor zwyczajny.  Emerytowany pracownik Instytutu Archeologii UJ. Doctor honoris causa Uniwersytetu Wrocławskiego. Autor i współautor około 190 publikacji. Badacz m.in. starszej i środkowej epoki kamienia w Polsce i na Półwyspie Bałkańskim, paleolitycznych pracowni krzemieniarskich i okresu predynastycznego w Egipcie. W swojej karierze naukowej uczestniczył w badaniach prowadzonych m.in. w Grecji, Bułgarii i Egipcie. Członek Komitetu Nauk Pra- i Protohistorycznych PAN, członek korespondent Niemieckiego Instytutu Archeologicznego (DAI), członek zagraniczny Narodowego Instytutu Archeologii BAN.
W czerwcu 2022 został członkiem korespondentem Polskiej Akademii Umiejętności. 
Pod jego kierunkiem stopień naukowy doktora uzyskali Sławomir Dryja (1995) i Marta Połtowicz-Bobak (2000).

## Wybrane publikacje
- Wydobywanie, przetwórstwo i dystrybucja surowców i wyrobów krzemiennych w schyłkowym paleolicie północnej części Europy Środkowej, 1974
- Spatpalaolithikum In Oberschlesien Und Im Flussgebiet Der Oberen Warta, 1974
- Technika obróbki i typologia wyrobów kamiennych paleolitu, mezolitu i neolitu (z J.K.Kozłowskim), Warszawa, 1990
- Predynastic Settlement near Armant (z J.K.Kozłowskim), Heidelberg, 1994
- Temnata Cave. Excavations in Karlukovo Karst Area, Bulgaria (współautorstwo), 1992, 1994, 2000, 2011

## Odznaczenia
- Krzyż Kawalerski Orderu Odrodzenia Polski
- Krzyż Oficerski Orderu Odrodzenia Polski
- Medal Komisji Edukacji Narodowej